# ペニ・ラヴァイ
ペニ・ラヴァイ（Peni Ravai、1990年6月16日 - ）は、スーパーラグビー・パシフィックフィジアン・ドゥルアに所属するラグビーユニオン選手。

## プロフィール
- フィジー・ナチュヴァ出身。
- ポジションはプロップ(PR)、フッカー(HO)、ウィング(WTB)、センター(CTB)。
- 身長 185cm、体重 118kg
- ニックネームはBen。
- フィジー代表キャップは50（2025年1月現在）でワールドカップ2015・2019・2023のフィジー代表に選ばれた[1]。
- 7人制フィジー代表に選ばれたことがある[2]。

## 略歴
シドニー・ラムズ、ウッドランド、サウスランド、オーリヤックを経て、2017年、ボルドーに加入。
2020年、ASMクレルモン・オーヴェルニュに加入。
レッズを経て、2024年、フィジアン・ドゥルアに加入。